# ラベイユ
株式会社ラベイユは、東京都杉並区に本社を置く株式会社。旧・田頭養蜂場（たがしらようほうじょう）。
はちみつ及びはちみつ製品、はち産品の販売を行うはちみつ専門店であるはちみつ専門店ラベイユを運営している。

## 特徴
全国各地の百貨店・商業ビルを中心に19店舗を構えており、その他に自社のWebサイトを通じた通信販売も行っている。
顔の見える養蜂家から生産者としての経験を活かし、花の咲く時期には養蜂場を訪ね、確かな腕を持つ養蜂家から安心で安全、おいしいはちみつを仕入れている。
さらにはまだ見ぬはちみつを世界に求めて毎年新たな養蜂家のもとを訪れている。
搾りたての風味を壊さないよう、輸送や保管、充填などに、生産者としての知識をもとに独自の基準を設けている。
高尾山、小金井で養蜂業もおこなっている。

## 沿革
- 1950年 田頭丈一と息子桂之輔が愛媛県で養蜂を始める
- 1969年 10月 田頭桂之輔夫妻が杉並区で蜂蜜と自然食品の小売店を開業
- 1983年 10月 有限会社田頭養蜂場設立、田頭桂之輔の兄で現会長の謹吾が代表取締役に就任
- 2000年 9月 現社長の白仁田雄二が代表取締役に就任
- 2000年 9月 フランス・スペインへはちみつと花粉の買付け
- 2001年 2月 台湾でローヤルゼリーの買付け
- 2001年 6月 ブラジルでプロポリスの買付け
- 2001年 9月 「はちみつ専門店ラベイユ 荻窪本店」を開店
- 2002年 3月 「はちみつ専門店ラベイユ 渋谷」を開店
- 2002年 7月 イタリア・シチリア・ギリシャではちみつの買付け
- 2002年 9月 「はちみつ専門店ラベイユ 丸の内」を開店
- 2003年 1月 ニュージーランドではちみつの買付け
- 2003年 6月 ハンガリーではちみつの買付け
- 2004年 1月 タスマニアではちみつの買付け
- 2004年 2月 「はちみつ専門店ラベイユ 大阪梅田」を開店
- 2004年 3月 「はちみつ専門店ラベイユ 京都」を開店
- 2004年 10月 シチリアではちみつの買付け
- 2005年 2月 「はちみつ専門店ラベイユ 福岡」を開店
- 2004年 3月 「はちみつ専門店ラベイユ 大阪難波」を開店
- 2006年 3月 「はちみつ専門店ラベイユ 名古屋」を開店
- 2008年 9月 「はちみつ専門店ラベイユ 銀座」を開店
- 2010年 4月 株式会社へ改組、社名を「株式会社ラベイユ」に変更
- 2017年 4月 「はちみつ専門店ラベイユ GINZA　SIX店」を開店
- 2017年 4月 「はちみつ専門店ラベイユ 新丸ビル店」を丸ビル店より移転開店
- 2017年 8月 「はちみつ専門店ラベイユ そごう横浜店」を開店
- 2022年4月 社名を株式会社ラベイユからL'ABEILLE株式会社に変更